# Thomasomys ucucha
Thomasomys ucucha (Томасоміс укуча) — вид гризунів з родини Хом'якові (Cricetidae).

## Проживання
Цей вид зустрічається на гребені Східних Кордильєр, на 3350-3700 м над рівнем моря, у північно-центральному Еквадорі. Відомий в одному місці. Живе в парамо, на трав'янистих галявинах, оточених лісом і в глибині субальпійських тропічних лісів. Більшість зареєстрованих захоплених були на землі.

## Загрози та охорона
Основні загрози є вирубка лісів, фрагментація і сільське господарство. Цей вид зустрічається поряд з двома охоронними територіями: Antisana Ecological Reserves, Cayambe-Coca Ecological Reserves.